# Näskaräng
Näskaräng är en bebyggelse vid kusten söder om länsväg 278 i Länna socken i Norrtälje kommun. Från 2015 avgränsar SCB här en småort.